# Diestiaanzee
De Diestiaanzee is een oude zee die tijdens het Tertiair (70 tot 3 miljoen jaar geleden) regelmatig het noorden van België overspoelde.
Hierbij werden afwisselend klei- en zandlagen afgezet. Acht miljoen jaar geleden kwam bovenop een laag glauconiethoudend zand. Getijdenstromingen zorgden voor afzettingen van enorme zandbanken. Deze vorming kan vergeleken worden met de vorming van de zandbanken in de Noordzee.
Bij het regelmatig blootvallen van deze zandbanken is het glauconiet verweerd en het zand aan elkaar geroest, waardoor dus een sterke laag ijzerzandsteen (ook wel Diestiaan genoemd, naar de stad Diest in  het Hageland) is ontstaan. 
Gedurende de voorbije vijf miljoen jaar is de bodem, tijdens de Alpiene orogenese, langzaam naar omhoog getild waardoor de Diestiaanzee zich heeft teruggetrokken. Wind en regen hebben de zachtere zandlagen die niet beschermd werden door de ijzerzandsteen weggespoeld waardoor een heuvelend landschap is ontstaan. Deze heuvels noemt men getuigenheuvels en zijn onder andere te vinden in het Hageland en het Pajottenland (Brabant), de Vlaamse Ardennen (Oost-Vlaanderen) en in Heuvelland (West-Vlaanderen).